# Stockport (Iowa)
Stockport é uma cidade localizada no estado americano de Iowa, no Condado de Van Buren.

## Demografia
Segundo o censo americano de 2000, a sua população era de 284 habitantes.
Em 2006, foi estimada uma população de 288, um aumento de 4 (1.4%).

## Geografia
De acordo com o United States Census Bureau tem uma área de
2,7 km², dos quais 2,7 km² cobertos por terra e 0,0 km² cobertos por água. Stockport localiza-se a aproximadamente 229 m acima do nível do mar.

## Localidades na vizinhança
O diagrama seguinte representa as localidades num raio de 20 km ao redor de Stockport.